# Жизнь (газета)
«ЖИЗНЬ» — газета, суспільно-політичне видання. Випускається із січня 1991 року.
Виходить в Донецьку й поширюється у Донецьку та Донецькій області.
Газета висвітлює політичне, економічне, культурне та спортивне життя в Донецької області, України та всього світу.
Вона є офіційною газетою органів державної влади й місцевого самоврядування Донецької області. Видається лише російською мовою.
Газета «Жизнь» інформує читачів про діяльність керівництва області й країни, депутатів всіх рівнів, публікує звіти про роботу сесій обласної ради, колегій облради й облдержадміністрації, розміщає тексти розпоряджень голови облдержадміністрації і голови облради.
Газета також висвітлює діяльність міст і районів Донецької області, представляє широку панораму подій за рубежем, новини політики, бізнесу, науки, культури та спорту.
Щоденний тираж видання — 22 000 екземплярів.